# 2005-ös Eurovíziós Dalfesztivál
A 2005-ös Eurovíziós Dalfesztivál volt az ötvenedik Eurovíziós Dalfesztivál, melynek Ukrajna fővárosa, Kijev adott otthont. A helyszín a kijevi Palace of Sports volt.

## A verseny
A két adásból álló műsorfolyamot élőben, Magyarországon az MTV közvetítette, Demcsák Zsuzsa, Fáber András és Szántó Dávid kommentálásában. A döntőt 825 ezren követték figyelemmel az MTV-n.
Az est házigazdái Marija Jefroszinyina és Pavlo Silko voltak. A verseny mottója Ébredés volt.
A döntő több, mint három és fél órásra nyúlt, főleg a hosszú szavazási procedúra miatt. Emiatt ez volt az utolsó alkalom, hogy az országok szóvivő egyesével kihirdették a pontokat. 2006-tól az első hét pont automatikusan megjelent a képernyőn, és csak a 8, 10 és 12 pontot mondták be külön.
A szavazás menetét a fellépési sorrend alapján határozták meg. Először az elődöntőben kiesett országok szavaztak (Ausztriától Lengyelországig), majd pedig a döntősök, szintén a fellépés sorrendjében. (Magyarországtól Franciaországig)
Ez volt az első verseny, ahol több dal szerepelt az elődöntőben, mint a döntőben.

## A résztvevők
Először vett részt a versenyen Bulgária és Moldova, míg Magyarország  hatéves kihagyás után, az 1998-as Eurovíziós Dalfesztivál óta először vett részt. Összesen harminckilenc ország szerepelt a kijevi megmérettetésen.
Libanon is csatlakozni kívánt, ám végül az EBU kizárta őket, mert a libanoni műsorszolgáltató kijelentette, hogy az izraeli dal alatt reklámot fognak adni. Mivel mindez a határidő lejárta után történt, a Télé Liban pénzbüntetést és hároméves eltiltást is kapott. A libanoni induló Aline Lahoud Quand Tout S'Enfuit című dala lett volna.
A magyar induló a NOX együttes volt, akik a Magyar Televízió által rendezett nemzeti döntőn nyerték el az indulás jogát Forogj, világ! című dalukkal, melyet a görög dal mellett a végső győzelemre is esélyesnek tartottak a fogadóirodák.
| Ország                | Műsorsugárzó       | Előadó                        | Dal                 | Nyelv           | Dalszerző(k)                                                      |
| --------------------- | ------------------ | ----------------------------- | ------------------- | --------------- | ----------------------------------------------------------------- |
| Albánia               | RTSH               | Ledina Çelo                   | Tomorrow I Go       | angol           | Adrian Hila Pandi Laço                                            |
| Andorra               | RTVA               | Marian van de Wal             | La mirada interior  | katalán         | Daniel Aragay Rafael Artesero Rafael Fernández Rafah Tanit        |
| Ausztria              | ORF                | Global Kryner                 | Y así               | angol, spanyol  | Edi Köhldorfer Christof Spörk                                     |
| Belgium               | RTBF               | Nuno Resende                  | Le grand soir       | francia         | Alec Mansion Frédéric Zeitoun                                     |
| Bosznia-Hercegovina   | BHRT               | Feminnem                      | Call Me             | angol           | Andrej Babić                                                      |
| Bulgária              | BNT                | Kaffe                         | Lorraine            | angol           | Orlin Pavlov Vesszelin Vesszelinov-Eko                            |
| Ciprus                | CyBC               | Constantinos Christoforou     | Ela Ela (Come Baby) | angol           | Konsztandínosz Hrisztofóru                                        |
| Dánia                 | DR                 | Jakob Sveistrup               | Talking to You      | angol           | Jacob Launbjerg Andreas Mørck                                     |
| Egyesült Királyság    | BBC                | Javine                        | Touch My Fire       | angol           | Javine Hylton John Themis                                         |
| Észtország            | ETV                | Suntribe                      | Let’s Get Loud      | angol           | Sven Lõhmus                                                       |
| Fehéroroszország      | BTRC               | Angelica Agurbash             | Love Me Tonight     | angol           | Níkosz Terzísz Nektáriosz Tirákisz                                |
| Finnország            | Yle                | Geir Rönning                  | Why                 | angol           | Steven Stewart Mika Toivanen                                      |
| Franciaország         | France Télévisions | Ortal                         | Chacun pense à soi  | francia         | Ortal Saad Tabainet                                               |
| Görögország           | ERT                | Helena Paparizou              | My Number One       | angol           | Hrísztosz Dándisz Natalía Jermanú Mánosz Pszaltákisz              |
| Hollandia             | NOS                | Glennis Grace                 | My Impossible Dream | angol           | Robert D. Fisher Bruce Smith                                      |
| Horvátország          | HRT                | Boris Novković & Lado Members | Vukovi umiru sami   | horvát          | Boris Novković Franjo Valentić                                    |
| Írország              | RTÉ                | Donna és Joseph McCaul        | Love?               | angol           | Karl Broderick                                                    |
| Izland                | RÚV                | Selma                         | If I Had Your Love  | angol           | Linda Thompson Þorvaldur Bjarni Þorvaldsson Vignir Snær Vigfússon |
| Izrael                | IBA                | Shiri Maimon                  | Hasheket Shenish’ar | héber, angol    | Pini Aháronbajev Ben Green Ejál Sahár                             |
| Lengyelország         | TVP                | Ivan & Delfin                 | Czarna dziewczyna   | lengyel, orosz  | Ivan Komarenko Łukasz Lazer Michał Szymański                      |
| Lettország            | LTV                | Valters és Kaža               | The War Is Not Over | angol           | Mārtiņš Freimanis                                                 |
| Litvánia              | LRT                | Laura & the Lovers            | Little by Little    | angol           | William "Billy" Butt Bobby Ljunggren                              |
| Magyarország          | MTV                | NOX                           | Forogj, világ!      | magyar          | Harmath Szabolcs Valla Attila                                     |
| Macedónia             | MRT                | Martin Vučić                  | Make My Day         | angol           | Branka Kostić Dragan Vučić                                        |
| Málta                 | PBS                | Chiara                        | Angel               | angol           | Chiara Siracusa                                                   |
| Moldova               | TRM                | Zdob și Zdub                  | Bunica bate toba    | angol, román    | Mihai Gîncu Roman Iagupov                                         |
| Monaco                | TMC                | Lise Darly                    | Tout de moi         | francia         | Philippe Bosco Didier Fabre                                       |
| Németország           | NDR                | Gracia                        | Run & Hide          | angol           | David Brandes John O'Flynn Jane Tempest                           |
| Norvégia              | NRK                | Wig Wam                       | In My Dreams        | angol           | Trond "Teeny" Holter                                              |
| Oroszország           | Pervij Kanal       | Natalia Podolskaya            | Nobody Hurt No One  | angol           | Mary Susan Applegate Viktor Drobis Jussi-Pekka Järvinen           |
| Portugália            | RTP                | 2B                            | Amar                | angol, portugál | Alexandre Honrado Ernesto Leite José da Ponte                     |
| Románia               | TVR                | Luminița Anghel & Sistem      | Let Me Try          | angol           | Cristian Faur                                                     |
| Spanyolország         | RTVE               | Son de Sol                    | Brujería            | spanyol         | Alfredo Panebianco                                                |
| Svájc                 | SRG SSR            | Vanilla Ninja                 | Cool Vibes          | angol           | David Brandes John O'Flynn Jane Tempest                           |
| Svédország            | SVT                | Martin Stenmarck              | Las Vegas           | angol           | Niklas Edberger Johan Fransson Tim Larsson Tobias Lundgren        |
| Szerbia és Montenegró | UJRT               | No Name                       | Zauvijek moja       | montenegrói     | Slaven Knezović Milan Perić                                       |
| Szlovénia             | RTVSLO             | Omar Naber                    | Stop                | szlovén         | Omar Naber Urša Vlašič                                            |
| Törökország           | TRT                | Gülseren & Shaman             | Rimi rimi ley       | török           | Göksan Arman Erdinç Tunç                                          |
| Ukrajna               | NTU                | GreenJolly                    | Razom nas bahato    | ukrán, angol    | GreenJolly                                                        |

### Visszatérő előadók
A mezőnyben több olyan versenyző volt, akik már korábban is részt vettek a dalfesztiválon. A máltai Chiara Siracusa 1998-ban a harmadik helyen végzett, míg a görög Helena Paparizou 2001-ben érte el ugyanezt. Ugyancsak másodszor szerepelt az izlandi Selma Björnsdóttir, aki 1999-ben Izland legjobb eredményét elérve a második helyen végzett. A ciprusi Constantinos Christoforou pedig 1996 és 2002 után már a harmadik alkalommal lépett színpadra.
| Előadó                    | Ország      | Előző év(ek)               |
| ------------------------- | ----------- | -------------------------- |
| Selma                     | Izland      | 1999                       |
| Chiara                    | Málta       | 1998                       |
| Constantinos Christoforou | Ciprus      | 1996, 2002 (One tagjaként) |
| Helena Paparizou          | Görögország | 2001 (Antique tagjaként)   |

### A magyar résztvevő
A magyar nemzeti döntőt a Magyar Televízió budapesti stúdiójában rendezték 2005. március 13-án 19:55 és 21:40 között. A műsorvezető Nagy Tünde volt. A győztest két fordulóban választották ki: az első fordulóban telefonos szavazás választotta ki a négy legjobb dalt, melyek közül a második fordulóban az öttagú zsűri választotta ki a győztest.
A zsűri tagjai:
- Verebes István
- Benkő László
- Jeszenszky Zsolt
- Pindroch Csaba
- Aczél Réka

### Eredmények
| #  | Előadó            | Dal (zene / szöveg)                                                      | Helyezés | Pontszám |
| -- | ----------------- | ------------------------------------------------------------------------ | -------- | -------- |
| 1  | Acapulco          | Szép ez a világ (Kis Pál / Müller Kálmán)                                | —        | —        |
| 2  | Judy              | Holnaptól (Szűcs Norbert / Szabó Ágnes)                                  | 2.       | 43       |
| 3  | Melody Island     | Eltűnt álom (Bácskay Zsolt)                                              | —        | —        |
| 4  | Crystal           | Összetört a szívem (Kasza Tibor / Kasza Tibor, Orbán Tamás)              | 3.       | 36       |
| 5  | Bizek Emi         | Túl az út felén (Bizek Emi, Rakonczai Viktor / Szabó Ágnes, Bizek Emi)   | —        | —        |
| 6  | Karányi           | Álomszép (Karányi J. Dániel)                                             | —        | —        |
| 7  | Sushi Train       | Húzz közel (Vághy Tamás / Pálos Zsuzsa)                                  | —        | —        |
| 8  | Baby Gabi és Lala | Van egy kulcs (Kelemen Tamás, Bende János / Makai Zoltán, Kárpáti Zsolt) | 4.       | 33       |
| 9  | Ambrus Rita       | Együtt (Ambrus Rita, Stefano Favaro / Ambrus Rita)                       | —        | —        |
| 10 | NOX               | Forogj, világ! (Harmath Szabolcs / Valla Attila)                         | 1.       | 49       |
| 11 | Mester Tamás      | Szabadítsd fel! (Mester Tamás / David Coburn)                            | —        | —        |
| 12 | Lola              | Szerelem (Rakonczai Viktor / Valla Attila)                               | —        | —        |

## A szavazás
A szavazási rendszer megegyezett az 1980-as versenyen bevezetettel. Minden ország a kedvenc 10 dalára szavazott, melyek 1-8, 10 és 12 pontot kaptak. A szóvivők növekvő sorrendben hirdették ki a pontokat.
A döntőben az automatikusan finalista Négy Nagy ország és a házigazda Ukrajna végzett az utolsó öt helyen.
Magyarország a döntőben 97 ponttal a 12. helyen végzett. Az elődöntőből 167 pontot gyűjtve az ötödik helyen jutott tovább a NOX. A magyar pontok beolvasója Demcsák Zsuzsa volt.
A szavazás során Helena Paparizou akkor rekordot jelentő 10 alkalommal kapta meg a maximális 12 pontot. (Az 1997-es győztes rekordját állította be ezzel.) A rekordot 2009-ben Norvégia döntötte meg, tizenhat 12 ponttal, majd Alexander Rybak rekordját 2012-ben Loreen tizennyolc 12 ponttal.
Ez volt Görögország első győzelme, Málta pedig 2002 után másodszor végzett a második helyen.
Érdekesség, hogy a debütáló Moldova először nem adott 12 pontot Romániának, mindössze 7-et.
A brit BBC kommentátora, Terry Wogan a Lengyelországtól Magyarországnak adott tíz pontot úgy kommentálta, hogy "tíz pont a cigányoknak".

## Elődöntő
| #  | Ország           | Előadó                        | Dal                 | Helyezés | Pontszám |
| -- | ---------------- | ----------------------------- | ------------------- | -------- | -------- |
| 01 | Ausztria         | Global Kryner                 | Y así               | 21.      | 30       |
| 02 | Litvánia         | Laura & the Lovers            | Little by Little    | 25.      | 17       |
| 03 | Portugália       | 2B                            | Amar                | 17.      | 51       |
| 04 | Moldova          | Zdob și Zdub                  | Bunica bate toba    | 2.       | 207      |
| 05 | Lettország       | Valters és Kaža               | The War Is Not Over | 10.      | 85       |
| 06 | Monaco           | Lise Darly                    | Tout de moi         | 24.      | 22       |
| 07 | Izrael           | Shiri Maimon                  | Hasheket Shenish’ar | 7.       | 158      |
| 08 | Fehéroroszország | Angelica Agurbash             | Love Me Tonight     | 13.      | 67       |
| 09 | Hollandia        | Glennis Grace                 | My Impossible Dream | 14.      | 53       |
| 10 | Izland           | Selma                         | If I Had Your Love  | 16.      | 52       |
| 11 | Belgium          | Nuno Resende                  | Le grand soir       | 22.      | 29       |
| 12 | Észtország       | Suntribe                      | Let’s Get Loud      | 20.      | 31       |
| 13 | Norvégia         | Wig Wam                       | In My Dreams        | 6.       | 164      |
| 14 | Románia          | Luminița Anghel & Sistem      | Let Me Try          | 1.       | 235      |
| 15 | Magyarország     | NOX                           | Forogj, világ!      | 5.       | 167      |
| 16 | Finnország       | Geir Rönning                  | Why?                | 18.      | 50       |
| 17 | Macedónia        | Martin Vučić                  | Make My Day         | 9.       | 97       |
| 18 | Andorra          | Marian van de Wal             | La mirada interior  | 23.      | 27       |
| 19 | Svájc            | Vanilla Ninja                 | Cool Vibes          | 8.       | 114      |
| 20 | Horvátország     | Boris Novković & Lado Members | Vukovi umiru sami   | 4.       | 169      |
| 21 | Bulgária         | Kaffe                         | Lorraine            | 19.      | 49       |
| 22 | Írország         | Donna és Joseph McCaul        | Love?               | 14.      | 53       |
| 23 | Szlovénia        | Omar Naber                    | Stop                | 12.      | 69       |
| 24 | Dánia            | Jakob Sveistrup               | Talking to You      | 3.       | 185      |
| 25 | Lengyelország    | Ivan & Delfin                 | Czarna dziewczyna   | 11.      | 81       |

### Ponttáblázat
| Narancs: Automatikus döntősök | Szavazók | Szavazók | Szavazók | Szavazók   | Szavazók | Szavazók   | Szavazók | Szavazók | Szavazók         | Szavazók  | Szavazók | Szavazók | Szavazók   | Szavazók | Szavazók | Szavazók     | Szavazók   | Szavazók  | Szavazók | Szavazók | Szavazók     | Szavazók | Szavazók | Szavazók  | Szavazók | Szavazók      | Szavazók           | Szavazók | Szavazók    | Szavazók | Szavazók            | Szavazók      | Szavazók              | Szavazók   | Szavazók | Szavazók    | Szavazók    | Szavazók    | Szavazók            | Szavazók      |
| Narancs: Automatikus döntősök | Össz     | Ausztria | Litvánia | Portugália | Moldova  | Lettország | Monaco   | Izrael   | Fehéroroszország | Hollandia | Izland   | Belgium  | Észtország | Norvégia | Románia  | Magyarország | Finnország | Macedónia | Andorra  | Svájc    | Horvátország | Bulgária | Írország | Szlovénia | Dánia    | Lengyelország | Egyesült Királyság | Málta    | Törökország | Albánia  | Ciprusi Köztársaság | Spanyolország | Szerbia és Montenegró | Svédország | Ukrajna  | Németország | Görögország | Oroszország | Bosznia-Hercegovina | Franciaország |
| ----------------------------- | -------- | -------- | -------- | ---------- | -------- | ---------- | -------- | -------- | ---------------- | --------- | -------- | -------- | ---------- | -------- | -------- | ------------ | ---------- | --------- | -------- | -------- | ------------ | -------- | -------- | --------- | -------- | ------------- | ------------------ | -------- | ----------- | -------- | ------------------- | ------------- | --------------------- | ---------- | -------- | ----------- | ----------- | ----------- | ------------------- | ------------- |
| Ausztria                      | 30       |          |          |            |          |            |          |          |                  |           |          |          |            |          |          |              |            |           | 7        | 6        |              |          |          | 10        |          |               |                    |          |             | 5        |                     |               |                       |            |          | 1           | 1           |             |                     |               |
| Litvánia                      | 17       |          |          |            |          | 8          |          |          |                  |           |          |          |            |          |          |              |            |           |          |          |              |          | 5        |           |          |               | 4                  |          |             |          |                     |               |                       |            |          |             |             |             |                     |               |
| Portugália                    | 51       |          |          |            |          |            |          |          |                  |           |          | 10       |            |          |          |              |            |           |          | 12       |              |          |          |           |          |               |                    |          |             |          |                     | 5             |                       |            |          | 12          |             |             |                     | 12            |
| Moldova                       | 207      | 8        | 10       | 8          |          | 10         |          | 10       | 10               |           | 8        | 4        | 5          | 1        | 12       | 6            | 3          | 10        |          |          | 4            | 6        | 3        | 7         |          | 6             | 5                  |          | 12          | 3        | 8                   | 1             | 6                     |            | 12       |             | 6           | 12          | 6                   | 5             |
| Lettország                    | 85       |          | 12       | 4          |          |            |          | 6        | 7                |           | 2        |          | 10         | 3        |          |              |            |           |          |          | 7            |          | 6        | 6         | 5        |               |                    | 12       |             |          | 2                   |               |                       |            | 2        |             |             | 1           |                     |               |
| Monaco                        | 22       |          |          |            | 2        |            |          |          |                  |           |          |          |            |          |          |              |            |           | 10       |          |              |          |          |           |          |               |                    |          |             |          |                     |               |                       |            |          |             |             |             |                     | 10            |
| Izrael                        | 158      |          | 2        | 6          | 5        |            | 12       |          | 12               | 10        |          | 3        |            |          | 8        | 5            | 1          | 1         | 12       | 3        |              | 4        | 7        |           | 4        | 4             | 6                  | 6        | 6           | 7        | 3                   | 4             | 3                     |            | 5        | 3           |             | 8           |                     | 8             |
| Fehéroroszország              | 67       |          | 3        |            |          | 3          | 1        | 2        |                  |           |          |          |            |          |          |              |            | 6         |          |          |              | 12       |          |           |          | 1             |                    | 7        | 3           |          | 7                   |               |                       |            | 4        |             | 8           | 10          |                     |               |
| Hollandia                     | 53       |          |          |            |          |            | 8        | 5        |                  |           |          | 12       |            |          | 1        |              |            |           | 5        | 2        |              |          | 4        |           | 6        |               | 2                  | 8        |             |          |                     |               |                       |            |          |             |             |             |                     |               |
| Izland                        | 52       |          |          |            | 10       |            |          | 4        |                  |           |          |          |            | 8        |          |              |            |           | 6        |          |              |          |          |           | 10       |               | 3                  |          |             |          |                     | 2             |                       | 7          |          |             |             |             |                     | 2             |
| Belgium                       | 29       |          |          | 12         | 3        |            |          |          |                  | 6         |          |          |            |          |          |              |            |           |          |          |              |          |          |           |          |               |                    |          |             | 1        |                     |               |                       |            |          |             |             |             |                     | 7             |
| Észtország                    | 31       |          | 5        |            | 1        | 12         |          |          |                  |           |          |          |            |          |          | 1            | 6          |           |          |          |              |          | 1        | 2         | 3        |               |                    |          |             |          |                     |               |                       |            |          |             |             |             |                     |               |
| Norvégia                      | 164      | 2        | 6        | 1          | 8        | 6          |          | 7        | 5                | 2         | 12       | 2        | 6          |          | 7        |              | 12         | 2         |          | 5        |              | 2        | 10       | 3         | 12       | 7             | 7                  | 3        | 2           | 2        | 4                   |               | 4                     | 8          | 6        |             | 4           |             | 7                   |               |
| Románia                       | 235      | 10       |          | 10         | 12       |            | 7        | 12       | 3                | 8         | 5        | 8        | 1          | 7        |          | 12           | 4          | 5         | 4        | 4        | 1            | 5        | 8        | 1         | 7        | 8             | 8                  | 10       | 7           |          | 12                  | 12            | 5                     | 5          | 1        | 7           | 12          | 3           | 5                   | 6             |
| Magyarország                  | 167      | 7        |          | 7          |          | 5          |          | 8        | 4                |           | 7        | 6        | 4          | 6        | 10       |              | 5          | 4         | 1        | 1        | 8            | 7        |          | 4         | 1        | 12            | 1                  | 2        | 8           |          | 6                   | 3             | 8                     | 3          | 10       |             | 5           | 7           | 3                   | 4             |
| Finnország                    | 50       |          |          |            |          |            | 6        |          |                  | 1         |          |          | 8          | 10       |          |              |            |           | 3        |          |              |          |          |           | 8        |               |                    |          |             |          |                     |               |                       | 10         |          | 4           |             |             |                     |               |
| Észak-Macedónia               | 97       | 4        |          |            |          |            | 3        |          |                  | 3         |          |          |            |          | 4        |              |            |           |          | 8        | 12           | 10       |          | 8         |          |               |                    |          | 10          | 12       |                     |               | 10                    | 1          |          | 2           |             |             | 10                  |               |
| Andorra                       | 27       |          |          |            | 4        |            |          |          |                  | 7         |          |          |            |          |          |              |            |           |          |          |              |          |          |           |          |               |                    |          |             | 6        |                     | 10            |                       |            |          |             |             |             |                     |               |
| Svájc                         | 114      | 1        | 8        | 2          |          | 7          | 2        | 3        | 8                |           | 6        |          | 12         | 2        | 2        | 3            | 10         | 3         |          |          | 3            | 3        | 2        | 5         | 2        | 5             |                    | 1        |             |          | 5                   |               | 2                     | 4          |          | 6           | 3           | 2           | 2                   |               |
| Horvátország                  | 169      | 12       | 4        | 3          | 6        | 4          | 5        |          | 1                | 4         | 4        | 1        | 3          | 4        | 6        | 8            | 2          | 12        |          | 10       |              | 8        |          | 12        |          | 3             |                    |          |             | 10       |                     |               | 12                    | 6          | 7        | 10          |             |             | 12                  |               |
| Bulgária                      | 49       |          |          |            | 7        |            |          |          |                  |           |          |          |            |          |          |              |            | 8         |          |          |              |          |          |           |          |               |                    |          | 5           | 4        | 10                  | 6             | 1                     |            |          |             | 7           |             | 1                   |               |
| Írország                      | 53       |          |          |            |          |            |          |          |                  |           |          |          | 2          |          | 5        | 10           |            |           | 2        |          | 5            | 1        |          |           |          | 2             | 12                 | 5        | 4           |          | 1                   |               |                       |            |          |             |             |             | 4                   |               |
| Szlovénia                     | 69       | 3        |          |            |          |            | 4        | 1        | 2                |           | 1        |          |            |          |          | 2            | 7          | 7         |          |          | 10           |          |          |           |          |               |                    |          |             | 8        |                     |               | 7                     |            | 3        |             |             | 6           | 8                   |               |
| Dánia                         | 185      | 6        | 7        | 5          |          | 2          | 10       |          |                  | 12        | 10       | 7        | 7          | 12       | 3        | 7            | 8          |           | 8        | 7        | 6            |          | 12       |           |          | 10            | 10                 | 4        |             |          |                     | 8             |                       | 12         |          | 5           | 2           | 4           |                     | 1             |
| Lengyelország                 | 81       | 5        | 1        |            |          | 1          |          |          | 6                | 5         | 3        | 5        |            | 5        |          | 4            |            |           |          |          | 2            |          |          |           |          |               |                    |          | 1           |          |                     | 7             |                       | 2          | 8        | 8           | 10          | 5           |                     | 3             |

A sorok a fellépés sorrendjében, az oszlopok előbb az elődöntősök, majd az automatikusan döntősök fellépési sorrendjében vannak rendezve.

## Döntő
A döntő 24 résztvevője:
- Az automatikusan döntős "Négy Nagy":  Egyesült Királyság,  Franciaország,  Németország,  Spanyolország
- A 2004-es Eurovíziós Dalfesztivál első tíz helyezettje (A "Négy Nagy" kivételével)
- Az elődöntő első tíz helyezettje

| #  | Ország                | Előadó                        | Dal                 | Helyezés | Pontszám |
| -- | --------------------- | ----------------------------- | ------------------- | -------- | -------- |
| 01 | Magyarország          | NOX                           | Forogj, világ!      | 12.      | 97       |
| 02 | Egyesült Királyság    | Javine                        | Touch My Fire       | 22.      | 18       |
| 03 | Málta                 | Chiara                        | Angel               | 2.       | 192      |
| 04 | Románia               | Luminița Anghel & Sistem      | Let Me Try          | 3.       | 158      |
| 05 | Norvégia              | Wig Wam                       | In My Dreams        | 9.       | 125      |
| 06 | Törökország           | Gülseren & Shaman             | Rimi rimi ley       | 13.      | 92       |
| 07 | Moldova               | Zdob și Zdub                  | Bunica bate toba    | 6.       | 148      |
| 08 | Albánia               | Ledina Çelo                   | Tomorrow I Go       | 16.      | 53       |
| 09 | Ciprus                | Constantinos Christoforou     | Ela Ela (Come Baby) | 18.      | 46       |
| 10 | Spanyolország         | Son de Sol                    | Brujería            | 21.      | 28       |
| 11 | Izrael                | Shiri Maimon                  | Hasheket Shenish’ar | 4.       | 154      |
| 12 | Szerbia és Montenegró | No Name                       | Zauvijek moja       | 7.       | 137      |
| 13 | Dánia                 | Jakob Sveistrup               | Talking to You      | 9.       | 125      |
| 14 | Svédország            | Martin Stenmarck              | Las Vegas           | 19.      | 30       |
| 15 | Macedónia             | Martin Vučić                  | Make My Day         | 17.      | 52       |
| 16 | Ukrajna               | GreenJolly                    | Razom nasz bahato   | 19.      | 30       |
| 17 | Németország           | Gracia                        | Run & Hide          | 24.      | 4        |
| 18 | Horvátország          | Boris Novković & Lado Members | Vukovi umiru sami   | 11.      | 115      |
| 19 | Görögország           | Helena Paparizou              | My Number One       | 1.       | 230      |
| 20 | Oroszország           | Natalja Podolszkaja           | Nobody Hurt No One  | 15.      | 57       |
| 21 | Bosznia-Hercegovina   | Feminnem                      | Call Me             | 14.      | 79       |
| 22 | Svájc                 | Vanilla Ninja                 | Cool Vibes          | 8.       | 128      |
| 23 | Lettország            | Valters és Kaža               | The War Is Not Over | 5.       | 153      |
| 24 | Franciaország         | Ortal                         | Chacun pense à soi  | 23.      | 11       |

### Pontbejelentők
A szavazás a következő sorrendben történt. A pontbejelentők közt ebben az évben is több korábbi résztvevő szerepelt: az észt Maarja-Liis Ilus (1996, 1997), a finn Jari Sillanpää (2004), a francia Marie Myriam (1977 győztes), az ír Dana (1970 győztes), a lett Marija Naumova (2002 győztes) és a macedón Karolina Gočeva (2002, majd később 2007).
| 1. Ausztria – Dodo Roščić 2. Litvánia – Rolandas Vilkončius 3. Portugália – Isabel Angelino 4. Monaco – Anne Allegrini 5. Fehéroroszország – Jelena Ponomarjova 6. Hollandia – Nancy Coolen 7. Izland – Ragnhildur Steinunn Jónsdóttir 8. Belgium – Armelle Gysen 9. Észtország – Maarja-Liis Ilus 10. Finnország – Jari Sillanpää 11. Andorra – Ruth Gumbau 12. Bulgária – Evgenija Atanaszova 13. Írország – Dana | 1. Szlovénia – Katarina Čas 2. Lengyelország – Maciej Orłoś 3. Magyarország – Demcsák Zsuzsa 4. Egyesült Királyság – Cheryl Baker 5. Málta – Valerie Vella 6. Románia – Berti Barbera 7. Norvégia – Ingvild Helljesen 8. Törökország – Meltem Ersan Yazgan 9. Moldova – Elena Camerzan 10. Albánia – Zhani Ciko 11. Ciprus – Melani Steliou 12. Spanyolország – Ainhoa Arbizu 13. Izrael – Dana Herman | 1. Szerbia és Montenegró – Nina Radulović 2. Dánia – Gry Johansen 3. Svédország – Annika Jankell 4. Macedónia – Karolina Gočeva 5. Ukrajna – Marija Orlova 6. Németország – Thomas Hermanns 7. Horvátország – Barbara Kolar 8. Görögország – Aléxisz Kosztálasz 9. Oroszország – Jana Csurikova 10. Bosznia-Hercegovina – Ana Mirjana Račanović 11. Svájc – Cécile Bähler 12. Lettország – Marija Naumova 13. Franciaország – Marie Myriam |

### Ponttáblázat
|                       | Szavazók     | Szavazók           | Szavazók | Szavazók | Szavazók | Szavazók    | Szavazók | Szavazók | Szavazók            | Szavazók      | Szavazók | Szavazók              | Szavazók | Szavazók   | Szavazók  | Szavazók | Szavazók    | Szavazók     | Szavazók    | Szavazók    | Szavazók            | Szavazók | Szavazók   | Szavazók      | Szavazók | Szavazók | Szavazók   | Szavazók | Szavazók         | Szavazók  | Szavazók | Szavazók | Szavazók   | Szavazók   | Szavazók | Szavazók | Szavazók | Szavazók  | Szavazók      | Szavazók |
| Össz                  | Magyarország | Egyesült Királyság | Málta    | Románia  | Norvégia | Törökország | Moldova  | Albánia  | Ciprusi Köztársaság | Spanyolország | Izrael   | Szerbia és Montenegró | Dánia    | Svédország | Macedónia | Ukrajna  | Németország | Horvátország | Görögország | Oroszország | Bosznia-Hercegovina | Svájc    | Lettország | Franciaország | Ausztria | Litvánia | Portugália | Monaco   | Fehéroroszország | Hollandia | Izland   | Belgium  | Észtország | Finnország | Andorra  | Bulgária | Írország | Szlovénia | Lengyelország |          |
| --------------------- | ------------ | ------------------ | -------- | -------- | -------- | ----------- | -------- | -------- | ------------------- | ------------- | -------- | --------------------- | -------- | ---------- | --------- | -------- | ----------- | ------------ | ----------- | ----------- | ------------------- | -------- | ---------- | ------------- | -------- | -------- | ---------- | -------- | ---------------- | --------- | -------- | -------- | ---------- | ---------- | -------- | -------- | -------- | --------- | ------------- | -------- |
| Magyarország          | 97           |                    |          |          | 8        |             | 6        |          |                     | 7             | 5        | 8                     | 6        |            |           | 1        | 2           |              | 6           | 2           | 3                   | 1        |            | 3             | 3        |          |            | 2        |                  | 2         |          | 6        | 2          | 3          |          | 6        | 5        |           |               | 10       |
| Egyesült Királyság    | 18           |                    |          | 4        |          |             | 1        |          |                     | 5             |          |                       |          |            |           |          |             |              |             |             |                     |          |            |               |          |          |            |          |                  |           |          |          |            |            |          |          |          | 8         |               |          |
| Málta                 | 192          | 5                  | 10       |          | 2        | 10          | 8        |          | 4                   | 6             | 7        | 10                    |          | 10         | 6         |          | 10          | 8            | 4           | 8           | 12                  |          | 3          | 5             | 7        | 5        | 2          |          | 5                | 5         | 5        | 4        | 8          | 4          | 8        |          |          | 10        | 1             |          |
| Románia               | 158          | 10                 |          | 7        |          | 6           | 4        | 7        | 5                   | 8             | 12       | 12                    | 3        | 3          | 2         | 2        |             |              |             | 5           |                     | 2        |            |               | 5        | 6        |            | 12       | 4                | 1         | 3        | 5        | 7          |            |          | 7        | 8        | 5         |               | 7        |
| Norvégia              | 125          |                    | 5        | 5        |          |             |          | 3        |                     | 3             | 3        | 1                     | 2        | 12         | 8         |          | 6           |              |             | 4           |                     | 3        |            | 6             |          |          | 5          |          |                  | 4         | 1        | 12       | 3          | 8          | 12       | 2        | 1        | 4         | 4             | 8        |
| Törökország           | 92           |                    | 1        |          | 3        |             |          |          | 8                   |               |          |                       |          | 8          |           | 4        |             | 10           |             |             |                     | 8        | 6          |               | 12       | 7        |            |          |                  |           | 12       |          | 10         |            |          |          | 3        |           |               |          |
| Moldova               | 148          | 4                  | 2        | 2        | 12       |             | 7        |          |                     | 2             | 4        | 4                     | 5        |            |           | 5        | 12          | 1            | 1           | 7           | 10                  | 4        |            | 8             | 2        | 2        | 10         | 10       |                  | 7         |          | 8        | 1          | 6          |          |          | 6        |           | 3             | 3        |
| Albánia               | 53           |                    |          |          |          |             | 2        |          |                     |               |          |                       | 8        |            |           | 12       |             |              | 2           | 10          |                     | 5        | 10         |               | 1        | 3        |            |          |                  |           |          |          |            |            |          |          |          |           |               |          |
| Ciprus                | 46           |                    | 3        | 12       | 1        |             |          |          | 7                   |               |          |                       | 1        |            |           |          |             |              |             | 12          |                     |          |            |               |          |          |            |          |                  |           |          |          |            |            |          |          | 10       |           |               |          |
| Spanyolország         | 28           |                    |          |          |          |             |          |          |                     |               |          |                       |          |            |           |          |             |              |             |             |                     |          | 4          |               | 4        |          |            | 8        |                  |           |          |          |            |            |          | 12       |          |           |               |          |
| Izrael                | 154          | 8                  | 7        | 8        | 7        | 5           | 3        | 6        | 3                   |               | 6        |                       |          | 5          | 1         |          | 7           | 5            |             |             | 8                   |          | 1          | 2             | 10       | 1        | 3          | 5        | 12               | 8         | 7        |          | 6          | 1          | 5        | 8        |          | 6         |               |          |
| Szerbia és Montenegró | 137          | 2                  |          |          | 6        |             |          | 1        | 6                   | 10            |          |                       |          |            | 4         | 10       | 3           | 3            | 12          | 6           | 6                   | 10       | 12         | 1             | 6        | 12       |            |          | 6                | 3         | 4        |          |            |            |          |          | 4        |           | 10            |          |
| Dánia                 | 125          | 6                  | 8        | 3        | 4        | 12          |          |          |                     |               | 10       | 3                     |          |            | 10        |          |             | 6            |             |             |                     |          |            | 4             |          |          | 4          | 1        | 10               |           | 8        | 10       | 4          | 5          | 2        | 3        |          | 7         |               | 5        |
| Svédország            | 30           |                    |          |          |          | 1           |          | 5        |                     |               | 2        |                       |          | 7          |           | 6        |             |              |             |             |                     |          |            |               |          |          |            |          | 3                |           |          |          |            |            | 6        |          |          |           |               |          |
| Észak-Macedónia       | 52           |                    |          |          |          |             | 5        |          | 10                  |               |          |                       | 7        |            |           |          |             |              | 8           |             |                     | 7        | 2          |               |          |          |            |          | 1                |           |          |          |            |            |          |          | 7        |           | 5             |          |
| Ukrajna               | 30           |                    |          |          |          |             |          | 8        |                     |               | 1        |                       |          |            |           |          |             |              |             |             | 2                   |          |            |               |          |          |            | 7        |                  |           |          |          |            |            |          |          |          |           |               | 12       |
| Németország           | 4            |                    |          |          |          |             |          | 2        |                     |               |          |                       |          |            |           |          |             |              |             |             |                     |          |            |               |          |          |            |          | 2                |           |          |          |            |            |          |          |          |           |               |          |
| Horvátország          | 115          | 7                  |          |          | 5        | 2           |          |          | 2                   |               |          |                       | 10       |            |           | 8        | 8           | 2            |             |             | 1                   | 12       | 8          | 7             |          | 8        | 6          |          | 7                |           | 2        | 1        |            | 2          | 1        |          | 2        |           | 12            | 2        |
| Görögország           | 230          | 12                 | 12       | 6        | 10       | 4           | 12       | 4        | 12                  | 12            | 8        | 7                     | 12       | 2          | 12        | 7        |             | 12           | 5           |             | 4                   | 6        | 7          |               | 8        | 4        | 1          | 3        |                  |           | 10       | 2        | 12         |            | 3        | 4        | 12       | 2         | 2             | 1        |
| Oroszország           | 57           |                    |          |          |          |             |          | 10       |                     |               |          |                       |          |            |           |          | 4           |              |             |             |                     |          |            | 10            |          |          | 7          |          |                  | 12        |          |          |            | 7          | 7        |          |          |           |               |          |
| Bosznia-Hercegovina   | 79           |                    | 4        |          |          | 7           | 10       |          |                     |               |          |                       | 4        | 4          | 7         | 3        |             |              | 10          |             |                     |          | 5          |               |          | 10       |            |          |                  |           | 6        |          |            |            |          |          |          | 1         | 8             |          |
| Svájc                 | 128          | 3                  |          | 1        |          | 3           |          |          |                     | 4             |          | 2                     |          | 1          | 5         |          | 5           | 4            | 3           | 3           | 7                   |          |            | 12            |          |          | 8          | 4        | 8                | 10        |          | 7        |            | 12         | 10       | 1        |          | 3         | 6             | 6        |
| Lettország            | 153          | 1                  | 6        | 10       |          | 8           |          | 12       |                     | 1             |          | 6                     |          | 6          | 3         |          | 1           | 7            | 7           | 1           | 5                   |          |            |               |          |          | 12         | 6        |                  | 6         |          | 3        | 5          | 10         | 4        | 10       |          | 12        | 7             | 4        |
| Franciaország         | 11           |                    |          |          |          |             |          |          | 1                   |               |          | 5                     |          |            |           |          |             |              |             |             |                     |          |            |               |          |          |            |          |                  |           |          |          |            |            |          | 5        |          |           |               |          |

A sorok a fellépés sorrendjében, az oszlopok előbb a döntősök, majd az elődöntőben kiesettek fellépési sorrendjében vannak rendezve.

### 12 pontos országok
Az alábbi országok kaptak 12 pontot a döntőben:
| Darab | Jutalmazott ország    | Szavazó ország |
| ----- | --------------------- | --- |
| 10    | Görögország           | Albánia, Belgium, Bulgária, Ciprus, Egyesült Királyság, Magyarország, Németország, Svédország, Szerbia és Montenegró, Törökország |
| 3     | Lettország            | Írország, Litvánia, Moldova |
| 3     | Norvégia              | Dánia, Finnország, Izland |
| 3     | Románia               | Izrael, Portugália, Spanyolország                                                                                                 |
| 3     | Szerbia és Montenegró | Ausztria, Horvátország, Svájc |
| 2     | Ciprus                | Görögország, Málta |
| 2     | Horvátország          | Bosznia-Hercegovina, Szlovénia |
| 2     | Moldova               | Románia, Ukrajna |
| 2     | Svájc                 | Észtország, Lettország |
| 2     | Törökország           | Franciaország, Hollandia |
| 1     | Albánia               | Macedónia |
| 1     | Dánia                 | Norvégia |
| 1     | Izrael                | Monaco |
| 1     | Málta                 | Oroszország |
| 1     | Oroszország           | Fehéroroszország |
| 1     | Spanyolország         | Andorra |
| 1     | Ukrajna               | Lengyelország |

A huszonnégy döntős ország közül tizenhét (71%) kapott minimum egyszer tizenkét pontot, és hét (29%) maradt legmagasabb pontszám nélkül.

## Térkép

A döntő résztvevői
Az elődöntőben kiesett országok
Országok, melyek korábban részt vettek, de ebben az évben nem